# Ed Smith
Ed Smith (* 3. Januar 1986 in Bristol) ist ein britischer Skeletonsportler.
Ed Smith betrieb zunächst Schwimmen und Gewichtheben und arbeitete bis 2012 als Elektroinstallateur. Er begann 2008 mit dem Skeletonsport und gehört seitdem auch dem Nationalkader Großbritanniens an. Er bestritt sein erstes internationales Rennen in der Saison 2008/09 im Skeleton-Europacup. Bei seinem ersten Rennen im Dezember 2008 in Igls fuhr er auf den 27. Platz. In der Saison 2010/11 folgten regelmäßig weitere Rennen. In Cesana erreichte er im November 2010 als Fünftplatzierter erstmals eine einstellige Platzierung. In Igls gewann er das dritte Saisonrennen des Europacups vor Paul Fraser und Christian Baude. Im Dezember erreichte Smith in Winterberg hinter Baude als Zweitplatzierter nochmals eine Podiumsplatzierung und gewann auch das letzte Saisonrennen in St. Moritz. In der Gesamtwertung des Wettbewerbs wurde er Vierter. In der Saison 2011/12 startete er erstmals im höherklassigen Intercontinentalcup und fuhr gleich in seinem ersten Rennen auf den dritten Platz. Nach insgesamt vier dritten Rängen wurde er auch im Gesamtklassement Dritter. Im Januar 2012 bestritt er zudem die zweite Saisonhälfte des Europacups und errang einen weiteren Sieg. Er nahm an der Weltmeisterschaft in Lake Placid teil und erreichte dort den 14. Rang.
In der Saison 2012/13 gab Ed Smith sein Debüt im Weltcup. Er platzierte sich in allen acht Saisonrennen zwischen den Rängen 10 und 19 und wurde im Gesamtweltcup damit 13. Bei der Weltmeisterschaft 2013 in St. Moritz erreichte er den 15. Platz. Auch 2013/14 startete Smith im Weltcup, kam jedoch nur in drei Saisonrennen in die Top 20. Die Saison 2014/15 begann er mit drei Rennen im Intercontinentalcup, ehe er in den Weltcup  zurückkehrte, wo seine beste Platzierung nach Starts in sechs der acht Saisonrennen ein 16. Rang beim Saisonfinale in Sotschi war.